# Les Sales Huit ans
Les Sales Huit ans (The Hateful Eight-Year-Olds) est un épisode de la série télévisée d'animation Les Simpson. Il s'agit du vingt-et-unième épisode de la trente-et-unième saison et du 683e de la série.

## Synopsis
Après avoir rencontré une nouvelle amie à la bibliothèque, aimant tout comme elle les chevaux, Lisa se fait inviter par cette dernière à sa fête d'anniversaire. Cependant, les amies riches et prétentieuses de cette dernière vont lui faire vivre un calvaire, la poussant à vouloir rentrer chez elle. Avant cela, avec l'aide de son frère, Lisa va se venger de ces filles. Pendant ce temps, Homer emmène Marge en croisière romantique et, comme à son habitude, il va tout faire capoter...

## Réception
Lors de sa première diffusion, l'épisode a attiré 1,40 million de téléspectateurs.